# عرب أحمد باشا
أحمد باشا ، المدعو عرب أحمد باشا أو أحمد باشا العربي، كان بيليربي الجزائر في الفترة من مارس 1572 إلى مايو 1574 . تولى حكم الجزائر مكان علج علي باشا عندما تم استدعاؤه إلى القسطنطينية على رأس الأسطول العثماني.

## سيرة
كان عربيا أو مغاربيا في الأصل. ولد في الإسكندرية  ، في مصر ، كان آبواه يمارسون الفلاحة، وقد نشأ في شبابه مع العثمانيين. ثم أصبح حارسا للعبيد في القسطنطينية ، وهي مهمة بارزة جدًا ومربحة. في وقت تعيين علج علي باشا لقيادة الأساطيل العثمانية، تم تعيين عرب أحمد لخلافته على حكم الجزائر. كان اسمه أحمد، لكنه كان يسمى عرب أحمد (أحمد العربي) لتمييزه عن أحمد الآخرين.
عين في الجزائر ، مكث سنتين وشهرين، قضاها في تحصين المدينة خوفا من هجوم المسيحيين. لقد بذل قصارى جهده لإرضاء الجنود الأتراك، وربطه هذا السلوك بمودة الأتراك. انضم علج علي باشا عندما حرر تونس  ، التي كانت تحت سيطرة الإسبان منذ معركة ليبانتو . عرب أحمد مجتهد وشجاع، ترك الجزائر تحت حكم رمضان باشا .
في 1557 أعطاه السلطان مراد الثالث حكم إيالة قبرص.
خلال فترة ولايته، تأثرت قبرص بوباء الطاعون.

## السقوط
في 1578 ، اندلعت تمرد من جنود الإنكشارية . تمردوا عليه في فاماغوستا لأنه لم يدفع للميليشيات في الوقت المناسب. و قُتل هناك.
كان ابنه محمد قبطانًا في الفنل وكان لديه جالتان مسلحتان جيدًا. عاش في القسطنطينية ورث ثروة كبيرة من والده.

## مظهره الخارجي
كان عرب أحمد رجلاً قوياً، سمينًا وبنيًا، وشعرًا وملتحًا، وكان شعره أسودًا، وكانت قامتهمتوسطة.
كان قاسيا وغاضبا بشكل طبيعي.

## قائمة المراجع
- ألبرت ديفولكس، النقوش الأصلية للمتحف الأثري بالجزائر العاصمة ؛ تليها متحف جدارية في الجزائر العاصمة ، 1874
- دييغو دي هايدو، تاريخ ملوك الجزائر (عرب أحمد باشا، الملك العشرون) ، 1998